# Campionati del mondo di winter triathlon del 2014
I Campionati del mondo di winter triathlon del 2014 (XVIII edizione) si sono tenuti a Cogne in Italia, in data 15 febbraio 2014.
Tra gli uomini ha vinto il russo Pavel Andreev. Tra le donne ha trionfato la norvegese Borghild Løvset..
La gara junior ha visto trionfare il russo Ivan Akashkin e la russa Yana Lavnikovich.
Il titolo di Campione del mondo di winter triathlon della categoria under 23 è andato al russo Pavel Yakimov. Tra le donne si è aggiudicata il titolo di Campionessa del mondo di winter triathlon della categoria under 23 la russa Tatiana Strokova.
La squadra russa ha vinto la staffetta mista.

## Risultati

### Élite uomini
| Pos. | Atleta              | Paese      | Corsa    | Bici     | Sci      | Totale   |
| ---- | ------------------- | ---------- | -------- | -------- | -------- | -------- |
|      | Pavel Andreev       | Russia     | 00:20:29 | 00:20:42 | 00:21:21 | 01:03:39 |
|      | Daniel Antonioli    | Italia     | 00:20:25 | 00:20:47 | 00:21:20 | 01:03:40 |
|      | Dmitriy Bregeda     | Russia     | 00:20:27 | 00:20:48 | 00:21:52 | 01:04:19 |
| 4    | Giuseppe Lamastra   | Italia     | 00:21:04 | 00:20:39 | 00:21:39 | 01:04:43 |
| 5    | Oivind Bjerkseth    | Norvegia   | 00:20:48 | 00:19:36 | 00:23:08 | 01:04:53 |
| 6    | Evgeny Kirillov     | Russia     | 00:20:28 | 00:21:47 | 00:22:16 | 01:05:42 |
| 7    | Pavel Yakimov       | Russia     | 00:21:42 | 00:20:55 | 00:22:47 | 01:06:44 |
| 8    | Andrea Tiberi       | Italia     | 00:22:24 | 00:20:12 | 00:22:58 | 01:07:02 |
| 9    | Tomas Jurkovic      | Slovacchia | 00:21:06 | 00:22:28 | 00:22:25 | 01:07:18 |
| 10   | Peter Mosny         | Slovacchia | 00:21:16 | 00:21:38 | 00:23:26 | 01:07:52 |
| 11   | Jon Erguin          | Spagna     | 00:22:07 | 00:21:17 | 00:23:38 | 01:08:21 |
| 12   | Michal Lami         | Slovacchia | 00:20:27 | 00:20:27 | 00:25:41 | 01:08:32 |
| 13   | Matteo Gismondi     | Italia     | 00:22:20 | 00:22:40 | 00:22:09 | 01:08:54 |
| 14   | Alberto Comazzi     | Italia     | 00:21:58 | 00:22:11 | 00:23:35 | 01:09:17 |
| 15   | Jeremy Gachet       | Francia    | 00:21:04 | 00:23:31 | 00:23:02 | 01:09:37 |
| 16   | Roman Vasin         | Russia     | 00:21:56 | 00:23:12 | 00:23:19 | 01:09:48 |
| 17   | Mattia De Paoli     | Italia     | 00:22:10 | 00:22:12 | 00:24:43 | 01:10:34 |
| 18   | Frantisek Lami      | Slovacchia | 00:21:12 | 00:21:32 | 00:26:05 | 01:10:37 |
| 19   | Martin Husek        | Rep. Ceca  | 00:23:05 | 00:22:46 | 00:23:14 | 01:10:55 |
| 20   | Zhorzh Basyuk       | Russia     | 00:23:06 | 00:25:22 | 00:23:49 | 01:13:33 |
| 21   | Nicolas Lebrun      | Francia    | 00:21:40 | 00:26:06 | 00:23:57 | 01:13:36 |
| 22   | Dmitry Koltsov      | Russia     | 00:23:47 | 00:27:12 | 00:24:43 | 01:17:06 |
| 23   | Edoardo Buscaglione | Italia     | 00:23:40 | 00:29:49 | 00:24:36 | 01:20:11 |

### Élite donne
| Pos. | Atleta                 | Paese      | Corsa    | Bici     | Sci      | Totale   |
| ---- | ---------------------- | ---------- | -------- | -------- | -------- | -------- |
|      | Borghild Løvset        | Norvegia   | 00:23:57 | 00:23:07 | 00:25:21 | 01:14:08 |
|      | Olga Parfinenko        | Russia     | 00:23:58 | 00:26:13 | 00:24:38 | 01:16:18 |
|      | Sarka Grabmullerova    | Rep. Ceca  | 00:23:51 | 00:26:15 | 00:24:45 | 01:16:33 |
| 4    | Tatiana Strokova       | Russia     | 00:25:38 | 00:24:31 | 00:26:17 | 01:17:45 |
| 5    | Roberta Gasparini      | Italia     | 00:27:05 | 00:22:38 | 00:26:32 | 01:18:24 |
| 6    | Tatiana Charochkina    | Russia     | 00:25:42 | 00:26:49 | 00:24:25 | 01:18:35 |
| 7    | Ingrid Lorvik          | Norvegia   | 00:24:49 | 00:27:06 | 00:24:40 | 01:18:35 |
| 8    | Tatiana Bregeda        | Russia     | 00:26:51 | 00:25:12 | 00:26:55 | 01:20:30 |
| 9    | Margarita Ovsyannikova | Russia     | 00:26:20 | 00:26:09 | 00:26:56 | 01:21:05 |
| 10   | Lubomira Kalinova      | Slovacchia | 00:26:48 | 00:26:57 | 00:25:51 | 01:21:59 |
| 11   | Stefania Shamshurina   | Russia     | 00:26:05 | 00:28:26 | 00:29:03 | 01:25:01 |
| 12   | Nathalie Lapierre      | Francia    | 00:25:43 | 00:28:00 | 00:29:55 | 01:26:07 |
| 13   | Chiara Novelli         | Italia     | 00:28:49 | 00:28:32 | 00:27:04 | 01:26:27 |
| 14   | Yulia Surikova         | Russia     | 00:25:24 | 00:29:59 | 00:30:49 | 01:27:39 |
| 15   | Greta Vettorata        | Italia     | 00:27:32 | 00:29:11 | 00:31:23 | 01:29:39 |
| 16   | Alexandra Borrelly     | Francia    | 00:26:45 | 00:28:26 | 00:32:47 | 01:30:12 |

### Under 23 uomini
| Pos. | Atleta              | Paese      | Corsa    | Bici     | Sci      | Totale   |
| ---- | ------------------- | ---------- | -------- | -------- | -------- | -------- |
|      | Pavel Yakimov       | Russia     | 00:21:42 | 00:20:55 | 00:22:47 | 01:06:44 |
|      | Roman Vasin         | Russia     | 00:21:56 | 00:23:12 | 00:23:19 | 01:09:48 |
|      | Frantisek Lami      | Slovacchia | 00:21:12 | 00:21:32 | 00:26:05 | 01:10:37 |
| 4    | Zhorzh Basyuk       | Russia     | 00:23:06 | 00:25:22 | 00:23:49 | 01:13:33 |
| 5    | Dmitry Koltsov      | Russia     | 00:23:47 | 00:27:12 | 00:24:43 | 01:17:06 |
| 6    | Edoardo Buscaglione | Italia     | 00:23:40 | 00:29:49 | 00:24:36 | 01:20:11 |

### Under 23 donne
| Pos. | Atleta               | Paese  | Corsa    | Bici     | Sci      | Totale   |
| ---- | -------------------- | ------ | -------- | -------- | -------- | -------- |
|      | Tatiana Strokova     | Russia | 00:25:38 | 00:24:31 | 00:26:17 | 01:17:45 |
|      | Tatiana Bregeda      | Russia | 00:26:51 | 00:25:12 | 00:26:55 | 01:20:30 |
|      | Stefania Shamshurina | Russia | 00:26:05 | 00:28:26 | 00:29:03 | 01:25:01 |

### Junior uomini
| Pos. | Atleta          | Paese      | Corsa    | Bici     | Sci      | Totale   |
| ---- | --------------- | ---------- | -------- | -------- | -------- | -------- |
|      | Ivan Akashkin   | Russia     | 00:15:07 | 00:14:56 | 00:15:20 | 00:46:47 |
|      | Sonny Stauder   | Italia     | 00:15:08 | 00:15:25 | 00:14:49 | 00:46:51 |
|      | Marco Liporace  | Italia     | 00:14:55 | 00:14:05 | 00:16:14 | 00:46:51 |
| 4    | Michael Singer  | Austria    | 00:13:17 | 00:15:16 | 00:18:00 | 00:48:05 |
| 5    | Nehuen Truc     | Italia     | 00:14:18 | 00:17:03 | 00:15:25 | 00:48:29 |
| 6    | Ivan Matrusov   | Russia     | 00:14:58 | 00:15:53 | 00:15:57 | 00:48:29 |
| 7    | Davide Vuerich  | Italia     | 00:14:55 | 00:15:31 | 00:16:35 | 00:49:05 |
| 8    | Martin Rezab    | Rep. Ceca  | 00:14:56 | 00:16:46 | 00:16:05 | 00:49:43 |
| 9    | Simone Olivetti | Italia     | 00:15:34 | 00:14:29 | 00:17:41 | 00:49:56 |
| 10   | Ivan Kolosov    | Russia     | 00:14:14 | 00:19:03 | 00:16:22 | 00:51:06 |
| 11   | Branislav Duben | Slovacchia | 00:14:56 | 00:16:02 | 00:18:54 | 00:51:57 |
| 12   | Soma Gyallai    | Ungheria   | 00:14:55 | 00:24:48 | 00:18:03 | 00:59:41 |

### Junior donne
| Pos. | Atleta                | Paese      | Corsa    | Bici     | Sci      | Totale   |
| ---- | --------------------- | ---------- | -------- | -------- | -------- | -------- |
|      | Yana Lavnikovich      | Russia     | 00:17:17 | 00:16:28 | 00:17:56 | 00:53:03 |
|      | Natalie Grabmullerova | Rep. Ceca  | 00:16:57 | 00:18:06 | 00:16:43 | 00:53:34 |
|      | Mariia Bochkareva     | Russia     | 00:16:30 | 00:17:00 | 00:19:57 | 00:55:05 |
| 4    | Greta Seiwald         | Italia     | 00:19:08 | 00:15:53 | 00:18:58 | 00:55:52 |
| 5    | Iuliia Baiguzova      | Russia     | 00:19:38 | 00:19:07 | 00:20:58 | 01:01:21 |
| 6    | Irene Glarey          | Italia     | 00:17:57 | 00:23:20 | 00:20:09 | 01:04:05 |
| 7    | Lucia Repkova         | Slovacchia | 00:23:33 | 00:29:10 | 00:25:08 | 01:20:28 |

## Medagliere
| Pos. | Paese      | Oro | Argento | Bronzo |    |
| ---- | ---------- | --- | ------- | ------ | -- |
| 1    | Russia     | 5   | 3       | 3      | 11 |
| 2    | Norvegia   | 1   | 0       | 0      | 1  |
| 3    | Italia     | 0   | 2       | 1      | 3  |
| 4    | Rep. Ceca  | 0   | 1       | 1      | 2  |
| 5    | Slovacchia | 0   | 0       | 1      | 1  |

## Staffetta mista
| Pos. | Atleta                                                             | Paese    | 1 frazione | 2 frazione | 3 frazione | 4 frazione | Totale   |
| ---- | ------------------------------------------------------------------ | -------- | ---------- | ---------- | ---------- | ---------- | -------- |
|      | Olga Parfinenko Dmitriy Bregeda Tatiana Strokova Pavel Andreev     | Russia   | 00:20:24   | 00:18:24   | 00:21:11   | 00:17:27   | 01:17:26 |
|      | Ingrid Lorvik Kristian Monsen Borghild Løvset Oivind Bjerkseth     | Norvegia | 00:21:21   | 00:18:29   | 00:21:09   | 00:18:05   | 01:19:04 |
|      | Roberta Gasparini Daniel Antonioli Greta Seiwald Giuseppe Lamastra | Italia   | 00:22:20   | 00:18:04   | 00:22:58   | 00:17:59   | 01:21:21 |